# Marat Kogut

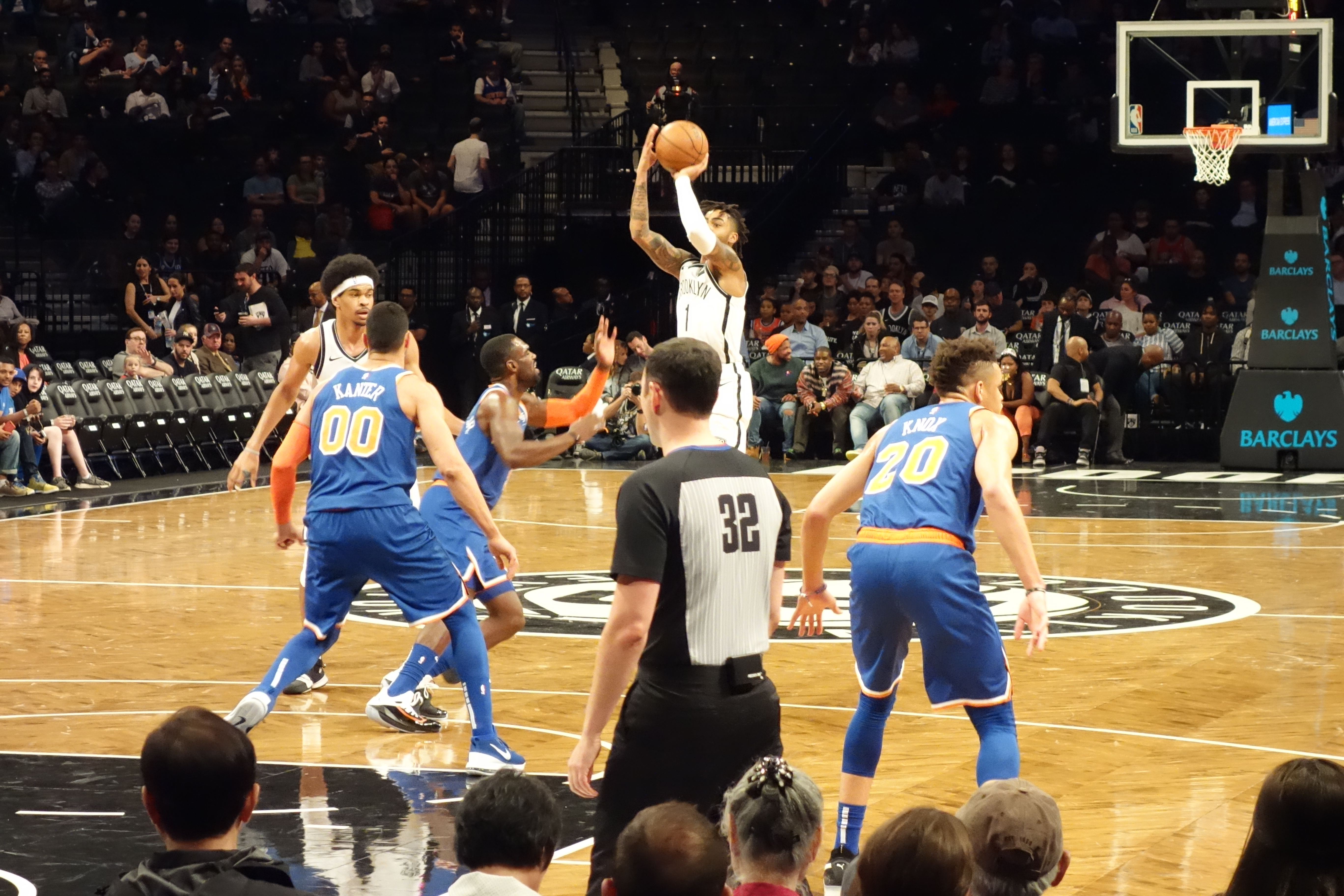
Marat Kogut im Oktober 2018

Marat Kogut (* 5. August 1979 in Kiew, Ukrainische SSR, Sowjetunion) ist ein US-amerikanischer Basketballschiedsrichter ukrainischer Abstammung, der seit dem Jahr 2009 in der NBA tätig ist. Er trägt die Uniform mit der Nummer 32.

## Karriere

### College-Basketball
Vor dem Einstieg in die NBA arbeitete er als College-Basketballschiedsrichter u. a. in der Ohio Valley Conference, Atlantic Sun Conference und der Big South Conference.

### National Basketball Association
Kogut begann im Jahr 2009 seine NBA-Schiedsrichterlaufbahn beim Spiel der Milwaukee Bucks gegen die Detroit Pistons.
Zuvor war er vier Jahre als Schiedsrichter in der NBA G-League und drei Jahre in der Women’s National Basketball Association tätig.

## Privates
Seine Eltern wanderte sieben Tage nach seiner Geburt von der Ukraine in die USA aus. Er wuchs in Brooklyn, New York City, auf.